# Barker Range
Die Barker Range ist ein Gebirgszug im ostantarktischen Viktorialand. Sie erstreckt sich in nordwestlich-südöstlicher Richtung an der Südwestseite der Millen Range in den Victory Mountains. Zu ihr gehören der Jato-Nunatak, Mount Watt, Mount McCarthy und Mount Burton.
Das New Zealand Antarctic Place-Names Committee benannte den Gebirgszug nach Major James Richard Millton Barker (* 1926), kommandierender Offizier auf der Scott Base von 1970 bis 1971 und Manager des New Zealand Antarctic Program von 1970 bis 1986.